# Prats de Sornià
Prats de Sornià (l'endònim occità és Prats de Sornhan i el topònim oficial en francès, Prats-de-Sournia) és un municipi de la comarca de la Fenolleda, al departament dels Pirineus Orientals.

## El Poble
El poble de Prats de Sornià es troba a 634 m d'altitud, a la vora d'una antiga i important carrerada de pasturatges, format per un grup de cases en un vessant que coronen les restes de l'antic castell de Prats de Sornià, una altra torre de base rectangular visible des de lluny; l'església parroquial de Sant Fèlix és esmentada des del 1259.

## El terme
El terme municipal de Prats de Sornià, de 8,01 km² d'extensió, s'estén a llevant del coll de Ventafrida, entre les valls de l'Adasig (riu que forma aigua avall de Sornià un petit sector del límit meridional) i la vall de la Matassa. Comprèn el poble Prats de Sornià, únic nucli de població, i les restes de l'antic castell de Las Albas. Limita amb els termes de Sornià (SW), el Viver (NW), Felluns (NE), Pesillà de Conflent (E) i Trevillac (SE). L'eix principal de comunicacions és una carretera local de Sant Pau de Fenollet al Viver i a Sornià (D-7) que passa pel poble.
Al sud del terme, vora l'Adasig, hi ha l'antic castell i església de Las Albas; el castell es troba arruïnat i fou bastit sobre un sòcol rocós a la vora del llit del riu, i es remunta amb evidència a l'alta edat mitjana, encara que el primer document conegut és del 1408 (Albas); l'església, rectangular, de nau única, és com a mínim obra del segle xiii.

## El territori
El territori és tot ell situat en el sinclinal de Boissavila. L'alçada màxima és a l'extrem de ponent, 967 m damunt el coll de Ventafrida (Roc Corb), on neix el torrent de La Solana, que va vers la vall de la Matassa. Les aigües de la part de migdia (que arriba a 732 m prop del Cap Blanc) van vers l'Adasig, que discorre de forma sinuosa entre els termes de Sornià i de Pesillà. Hi ha claps de bosc de roures barrejats amb alzines, al N, i amb predomini de l'alzina, junt a la brolla mediterrània, al S; la part més alta té landes de l'estatge montà.

## L'agricultura
La superfície agrícola es limita a 141 ha (en poc més d'una vintena d'explotacions) al voltant del poble, tot i que creix per la neteja de brolla reutilitzada en pasturatges. Predomina la vinya (unes 80 ha, de les quals dues dotzenes són de denominació d'origen controlada i la resta d'altres vins) també hi ha petites extensions d'hortalisses, arbres fruiters, cereals i farratges i prats. El bestiar es sobretot oví i de cabrum i mol pocs caps de boví.

## La història
El monestir de Sant Miquel de Cuixà tenia l'any 1011, entre les seves possessions a la Fenolleda, un alou in villa pratis. El 1141 i 1142 un cavaller Ramon de Prats era vassall d'Udalgar, vescomte de Fenollet. El capítol de Sant Pau de Fenollet percebia diversos drets a Prats, per aquesta localitat formava part de la baronia de Rebollet i, des del segle xiv almenys, tingué per senyors una branca de la família de Perapertusa (Guillem de Perapertusa; el seu fill Bernat Berenguer, marit de Constança de Perellós, el 1401; els seus fills Guillem i Bernat Berenguer, hereu de la baronia de Jóc el 1459, mort el 1485; i els seus descendents o hereus de la dita baronia unida a Jóc i Rebollet fins a la fi de l'Antic Règim).

## Geografia

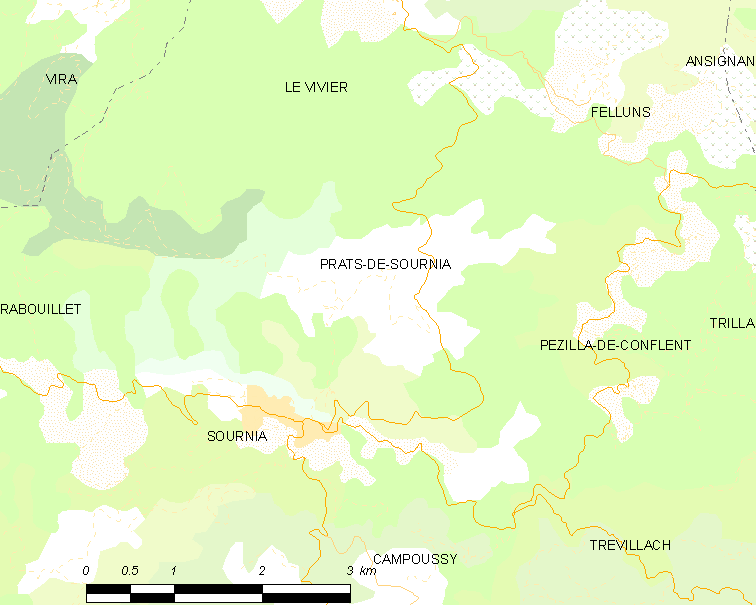
Mapa de la comuna de Prats de Sornià

## Demografia

Població 1962-2008

## Administració i política

### Alcaldes
| Alcalde         | Període     |
| --------------- | ----------- |
|                 |             |
| Jean Calvet     | 2001 - 2008 |
| Gilles Deulofeu | 2008 -      |